# 1898 у літературі

## Події
- Михайлом Грушевським, Іваном Франком, Олександром Борковським, Осипом Маковеєм у Львові заснований «Літературно-науковий вістник».
- З ініціативи генерала Миколи Федоровського у Санкт-Петербурзі засноване «Благодійне товариство видання загальнокорисних і дешевих книг»
- Еміль Дюркгайм заснував «Анне сосйоложік» (фр. L'Année Sociologique) — французький соціологічний журнал
- У Канаді, в газеті «Свобода» вперше опубліковано україномовний вірш, його автором був Іван Збур (1860—1940), вірш називався «Канадійські емігранти»

## Твори
- Париж (фр. Paris) — роман Еміля Золя, остання частина антиклерикальної трилогії «Міста»
- «Шекспір та його критик Брандес» — перша книга філософа-екзистенціаліста Льва Шестова
- «Суди в старій Малоросії» — праця Олександра Лазаревського, присвячена адміністративно-судовому устрою Гетьманщини

## Видання
- «Мої листи» — збірка поезій Василя Щурата
- У Львові вийшов перший том книги Олександра Кониського «Тарас Шевченко-Грушівський: Хроніка його життя»
- «Листи з чужини» — збірка нарисів Ярослава Окуневського

## Народилися
- 10 лютого — Бертольт Брехт, німецький драматург та поет
- 26 квітня — Вісенте Алейксандре, іспанський поет, представник «покоління 1927», лауреат Нобелівської премії з літератури за 1977 рік
- 5 червня — Федеріко Гарсія Лорка, іспанський поет і драматург, центральна фігура «покоління 1927 року»
- 22 червня — Еріх Марія Ремарк, німецький письменник
- 29 листопада — Клайв Стейплз Льюїс, ірландський та англійський письменник, філософ, літературний критик
- 17 грудня — Кожум'яка Степан Демидович, український інженер-мостобудівник, автошляховик, публіцист, літературознавець, мовознавець, громадський діяч
- 18 грудня — Ерік Волронд, афро-карибський письменник і журналіст доби Гарлемського відродження.
- Ян Смрек, словацький байкар-поет, прозаїк, редактор, публіцист, видавець

## Померли
- 14 січня — Льюїс Керрол, англійський письменник, математик, філософ, логік
- 20 січня — Коста Абрашевич, сербський та македонський робітничий поет
- 12 березня — Захаріас Топеліус, фінський письменник і поет
- 16 березня — Обрі Бердслі, англійський художник, графік, ілюстратор, декоратор, поет, представник стилю модерн
- 9 вересня — Стефан Малларме, французький поет, один з найчільніших представників французького символізму